# باتريشيا نيل وارن
باتريشيا نيل وارن (بالإنجليزية: Patricia Nell Warren)‏‏ (15 يونيو 1936 في هيلينا، مونتانا - 9 فبراير 2019 في شيرمان أوكس) مترجمة، وروائية، وصحفية، وكاتِبة، وناشطة حقوق إل جي بي تي من الولايات المتحدة.

## الجوائز
- جائزة لامدا الأدبية